# I've Got the Music in Me
«I've Got the Music in Me» es una canción interpretada por The Kiki Dee Band. Fue publicada en agosto de 1974 como el sencillo principal de su álbum del mismo nombre.

## Composición y arreglos
La canción fue compuesta en un compás de 4
4 con un tempo de 118 pulsaciones por minuto y está escrita en la tonalidad de sol mayor. Las voces van desde D4 a G5. «I've Got the Music in Me» ha sido descrita como una canción de soul-rock y blue-eyed soul. La canción se destaca por su final falso, que hace que los oyentes piensen que la canción ha terminado.

## Recepción de la crítica
Un escritor no especificado de la revista Cash Box declaró: “Una poderosa canción roquera llena de grandes ganchos y una interpretación vocal de primer nivel, esta podría ser el primer paso en el camino hacia el éxito para Kiki”.

## Lista de canciones
7-inch single – The Rocket Record Company MCA-40293
1. «I've Got the Music in Me» – 5:00
2. «Simple Melody» – 3:41

## Créditos y personal
Créditos adaptados desde las notas de álbum de I've Got the Music in Me.
The Kiki Dee Band
- Kiki Dee – voces
- Bias Boshell – piano, piano eléctrico
- Phil Curtis – bajo eléctrico
- Jo Partridge – guitarra eléctrica
- Pete Clarke – batería
- Roger Pope – tom-toms
- Mike Deacon – órgano
- Cissy Houston – coros
- Joshie Armstead – coros
- Maeretha Stewart – coros

Personal técnico
- Gus Dudgeon – productor
- Clive Franks – productor asistente
- Phil Dunne – ingeniero de audio